# 姚孟昱
姚孟昱（1558年—1620年），字乾甫，號近野，直隸太平府繁昌县三山鎮人，明朝政治人物。

## 生平
幼负俊才，为諸生，代巡觀風甚賞識，稱其有伊晉江風味。萬曆十六年戊子科鄉試舉人，十七年（1589年）聯捷己丑科进士，兵部觀政，七月告病歸鄉。十九年八月授行人，二十二年丁憂。二十五年補原職，二十七年再丁憂。二十九年起升兵部武選司主事，三十一年負責清理黄册，歷员外、郎中，三十五年三月官至陕西布政司參政、分守關西道。孟昱为人磊落不羁，林下時与里族交欢，社鼓村醪集以貴介無驕色。居家喜操作，升垣築版之細間，身任之。兄舉人姚孟景持身嚴毅，嚬笑不假，故人之德孟昱者益多。卒之日，鄉鄰環而泣者無算，論者謂其得柳下惠之和云。

## 家族
曾祖姚伯淳。祖父姚廷爵。父姚文林。
兄姚孟景，字信甫，一字体信，号荆野，明万历十年壬午（1582年）举人。历任青城知县、保德知州。与乃弟姚孟昱，时人谓之“昆玉联芳”。孟昱有子姚一鲸，字跃海，崇祯十一年岁贡，任青阳教谕。